# Montesquieu-des-Albères
Montesquieu-des-Albères Montesquiu d'Albera é uma comuna francesa na região administrativa de Occitânia, no departamento de Pirineus-Orientais. Estende-se por uma área de 17,06 km². Em 2010 a comuna tinha 1 252 habitantes (densidade: 73,4 hab./km²).